# Ostereiertitschen

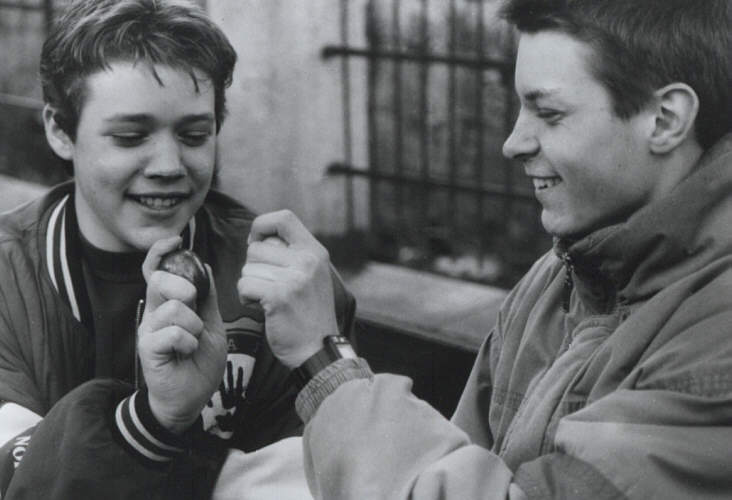
Jugendliche beim Ostereiertitschen

Das Ostereiertitschen (auch: Ostereier „kitschen“, „pecken“, „tütschen“, „boxen“, „giffln“, „kippen“ oder „klöckeln“ – mundartlich für „zusammenstoßen“) ist ein alter Osterbrauch, der in seiner als Wettbewerb ausgetragenen Art vor allem in der bayerischen Oberpfalz, in vielen Regionen von Altbayern, in Südtirol, in vielen Regionen von Österreich über den Balkan bis nach Russland, in der deutschsprachigen Schweiz, jedoch auch im Rheinland, in Luxemburg und Teilen von Schweden, verbreitet ist. Zwei Spieler nehmen dabei je ein hart gekochtes Osterei in die Hand. Ein Spieler fängt an und schlägt mit der Spitze seines Eis auf die Eispitze seines Gegenspielers, mit der Absicht, dessen Schale zu zerbrechen. In der Familie wird das Ostereiertitschen am Ostermorgen reihum am Tisch gespielt. Sieger ist, wessen Ei zum Schluss als einziges noch unversehrt ist.
In Bayern nennt man es „Oabecka“ (Eierpecken) oder regional auch „Oarhiartn“ (Eierhüten), in der nördlichen Oberpfalz sagt man dazu in der Mundart: „Oiastoußn“ (Eierstoßen), „Oiaboxn“ (Eierboxen), „Oiapecken“ oder „Oierhiartn“ (Eierhüten).
In Österreich sagt man z. B. in Kärnten „Aalan tuatschn“, wobei die Eier selbst als „Aalan“ (= Eilein) bezeichnet werden; im Lungau im Bundesland Salzburg sagt man „Oalala tutschen“ (Eierlein zusammenstoßen), im Rest Österreichs spricht man meist vom „Eierpecken“. In der Deutschschweiz heißt es schlicht „Eiertütschen“, in der Nordwestschweiz „Eiertätschen“. Im württembergischen Aalen heißt das Spiel „Spitzarschen“. Im Luxemburgischen kennt man das „Técken“ der Ostereier, mit der Spitze („Spëtz“) oder dem stumpfen Ende („Aasch“).

## Regionale Varianten

### Köln
In Köln heißt das ursprünglich nur von Jungen ausgeübte Spiel „kippe“ oder „kippen“, ein Ausdruck für „Spitze abschlagen“, der auch in Westfalen (hier meist „kitschen“) und in Holstein verwendet wird. Auch im angelsächsischen „forcippian“ oder dem provenzalischen „cepa“ ist das Wort mit gleicher Bedeutung erkennbar.
Erste Aufzeichnungen über das „Ostereier kippe“ stammen aus dem Jahre 1810. Gruppen von Knaben stießen auf den Straßen zu Ostern die Spitzen, das stumpfe Ende („Aasch“) oder die Seiten („huddeln“) der Ostereier aneinander. Wessen Ei ganz blieb, war Sieger und gewann das Exemplar des Gegners. Heute wird das Spiel von Mädchen und Jungen betrieben, wobei die Eier in der Regel im Besitz des Spielers bleiben.

### Oberpfalz

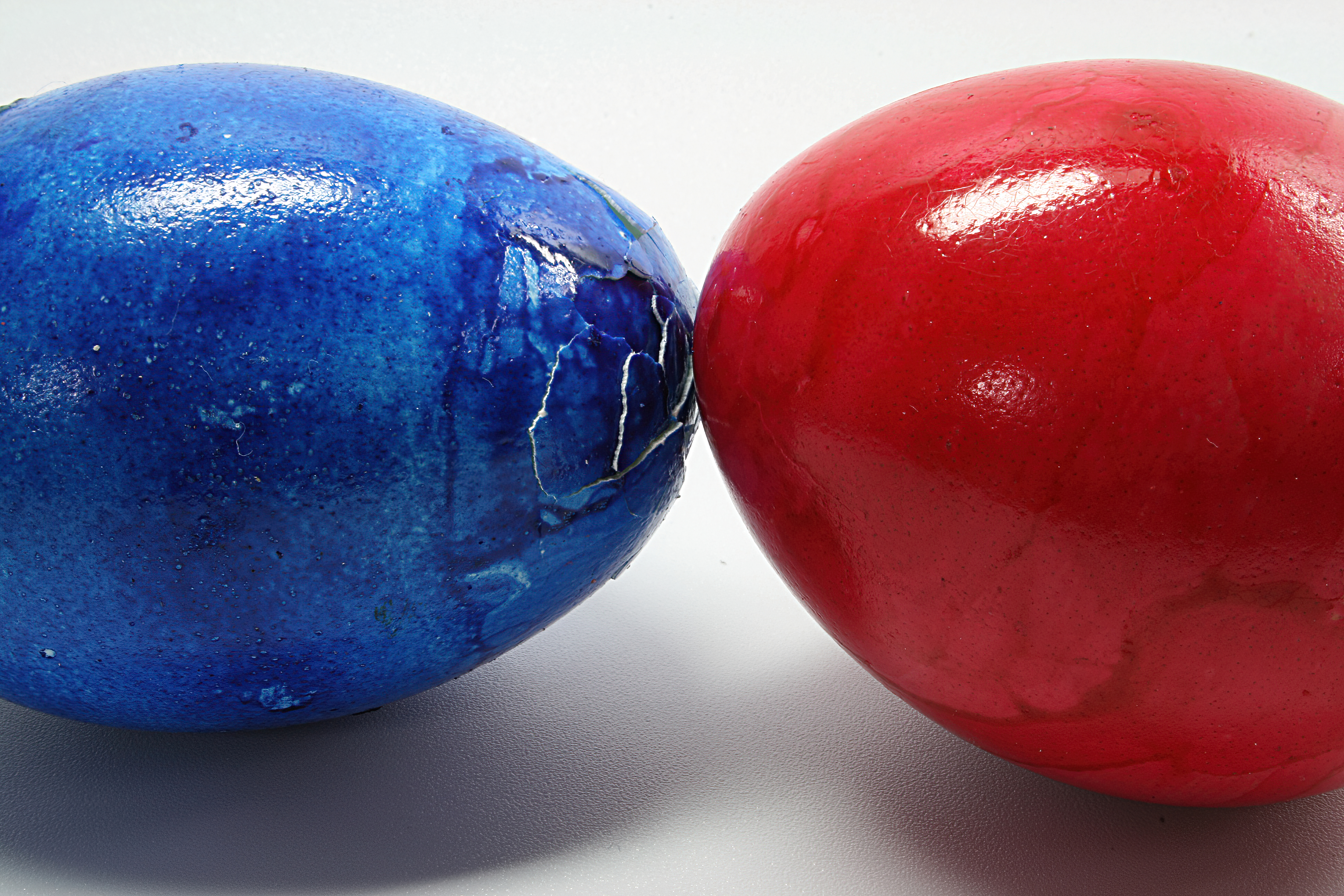
Rot gewinnt

Der Oberpfälzer Volkskundler Franz Xaver von Schönwerth beschrieb schon um 1890 herum dieses Osterspiel so: „Zwei stoßen die Eyer aufeinander, zuerst Spitz auf Spitz, dann Spitz auf Arsch oder umgekehrt. Wessen Ey bricht, verliert es an den anderen.“
Das „Oierhiartn“ wird seit Jahrzehnten besonders in der Oberpfälzer Stadt Mitterteich (Landkreis Tirschenreuth) eifrig gepflegt. Am Ostersonntag nach dem Mittagessen treffen sich dort die Teilnehmer am Johannisplatz. Bei schönem Wetter sind es oft 50 bis 60 Personen.
Kinder wie Erwachsene treten gegeneinander an. Man „hiartet“, wie es sich gerade ergibt. Mit dem Ausspruch: „Spitz auf Spitz – Ruck auf Ruck“, werden die Eier zuerst mit der Spitze und dann mit dem Rücken gegeneinandergestoßen. Wessen Ei eine Bruchstelle abbekommt, ist der Verlierer und gibt seines dem Kontrahenten. Steht das Eierspiel dagegen immer noch unentschieden, stößt man die Eier seitlich zusammen. Hier ist dann eine endgültige Entscheidung fällig. Auf diese Art und Weise tritt fast jeder gegen jeden an. Das „Oierhiartn“ dauert so lange, bis sich keine Zwei mehr finden, die mit einem intakten Ei gegeneinander antreten können.

### Allgäu
In Leutkirch im Allgäu wird seit Beginn des 19. Jahrhunderts der Brauch des „Ostereierklöckelns“ gepflegt, und zwar wird am Ostermontag jeweils der „Klöcklesmarkt“ abgehalten. Dabei werden Ostereier „Spitz auf Spitz und Kopf auf Kopf“ gegeneinander geschlagen. Wessen Ei zweimal zerbricht, muss das Ei dem Gewinner überlassen.

### Schweiz
In verschiedenen Ortschaften werden solche Eiertütschete oder ähnliche Bräuche an den Ostertagen durchgeführt. Hier einige öffentliche und seit Jahrzehnten regelmäßig nachgewiesene Tütschete. Selbstverständlich gibt es unzählige kirchliche, private und familiäre gleichartige Anlässe.
- Bern. Am Ostersonntag auf dem Kornhausplatz. Dieser Brauch ist schon des längeren üblich, mindestens gibt es eine bekannte Quelle von Hans Eggimann, der den lebendigen Brauch 1892 dokumentiert.[6] In früheren Jahren gab es in der Stadt Bern eine ganze Palette von Osterbrauchtum, was aber ganz verschwunden ist.[7]
- Zürich. Am Ostermontag das Zwänzgerle beim Haus zum Rüden „unter den Bögen“.

## Physik

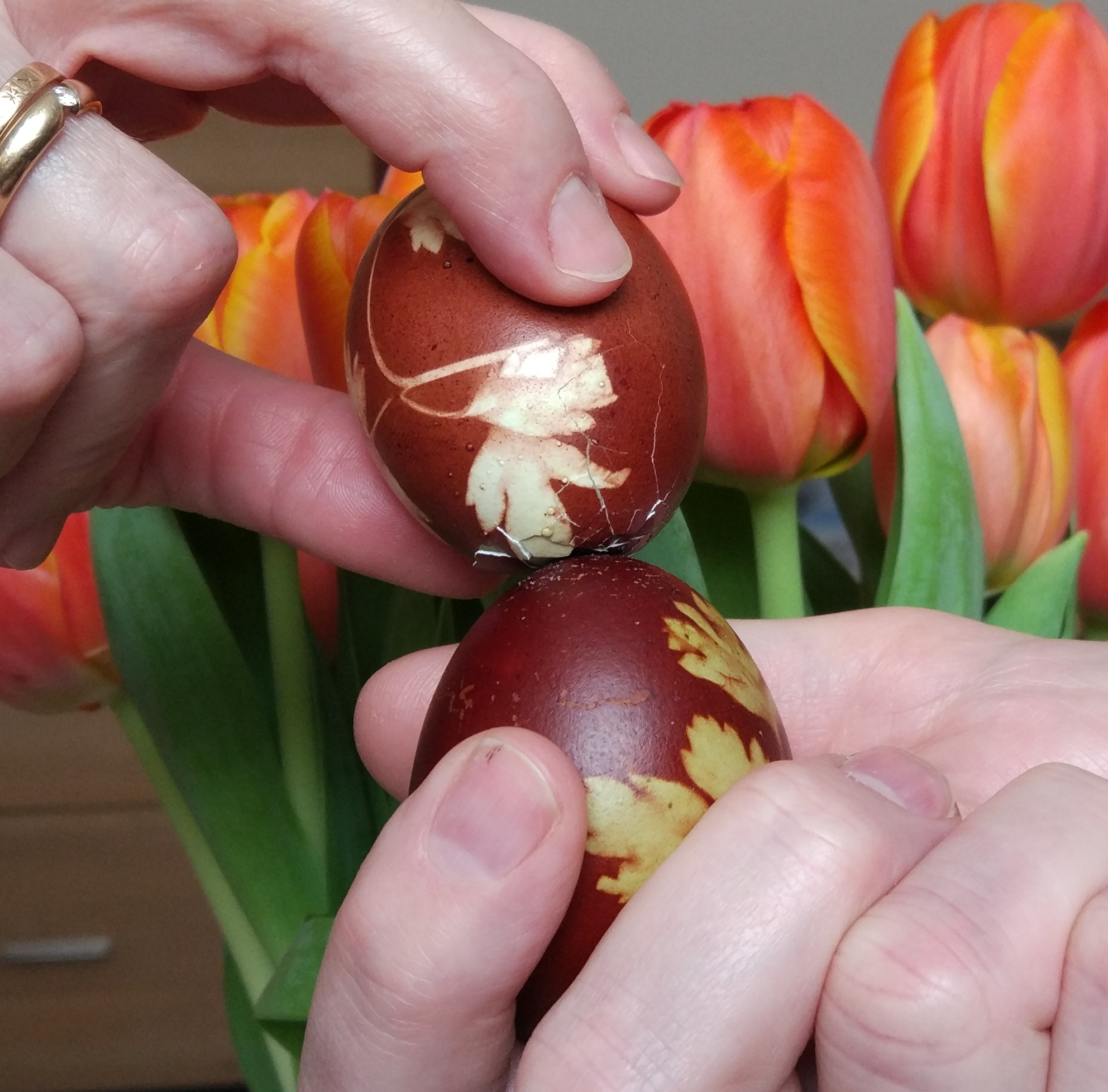
Das härtere gewinnt

Entscheidend für den Ausgang des Ostereiertitschens ist die Härte und die Dicke der Eierschale. Diese Faktoren hängen außer von der Lebensweise und Ernährung maßgeblich vom Alter des Huhnes ab. Junge Hühner können aus der Nahrung mehr Calcium aufnehmen und speichern, was zu härteren Eierschalen führt. Dadurch kann bei Eiern junger Hennen die Schale doppelt so hart ausfallen wie bei älteren Tieren. Neben den natürlichen Faktoren ist auch der Winkel entscheidend, in dem die beiden Eier aufeinandertreffen.
Wenn ein Teilnehmer immer nur auf der Siegerseite ist, wird er schon mal verdächtigt, mit einem Gipsei oder Pechei angetreten zu sein. Pecheier sind ausgeblasene Eier, die mit flüssigem Pech gefüllt und nach dem Erkalten der Füllung steinhart werden. Solche wurden früher oft verwendet.
Siehe auch: Spannungstrajektorien.